# Michał Jan Lutostański
Michał Jan Lutostański (ur. 29 lipca 1985 w Warszawie) – polski socjolog, doktor nauk społecznych, badacz rynku, komentator społeczny. Wnuk Jana Lutostańskiego, powstańca warszawskiego.

## Działalność naukowa
Ukończył XLI Liceum Ogólnokształcące im. Joachima Lelewela w Warszawie w klasie menadżersko-ekonomicznej. Następnie uzyskał tytuł magistra socjologii na Uniwersytecie Kardynała Stefana Wyszyńskiego w Warszawie na specjalizacji Socjologia Komunikacji Międzykulturowej. Studia doktoranckie odbył na Uniwersytecie SWPS w ramach Interdyscyplinarnych Studiów Doktoranckich, pod promotorską opieką prof. Hanny Świdy-Ziemby, a następnie prof. Piotra Tadeusza Kwiatkowskiego. Jego praca doktorska „Brzydkie słowa, brudny dźwięk. Muzyka jako przekaz kształtujący styl życia subkultur młodzieżowych” została wydana w 2015 roku przez Wydawnictwo Naukowe Scholar. Wykładał na Uniwersytecie SWPS („Filozoficzne podstawy antropologii społecznej”, „Badania konsumenckie – zaawansowane narzędzia ilościowe”, „Analizy danych ilościowych i jakościowych”, „Dane socjologa”), w Akademii Pedagogiki Specjalnej („Socjologia badań opinii publicznej”, „Komputerowe wspomaganie badań”, „Zaawansowane techniki analiz danych”), na Uniwersytecie Kardynała Stefana Wyszyńskiego w Warszawie („Brzydkie słowa, brudny dźwięk – o muzyce subkulturowej w Polsce”, „Badania społeczne w praktyce”, „Metody jakościowe w badaniach marketingowych”, „Subkultury młodzieżowe”, „Warsztat analityczny”) oraz w Szkole Głównej Handlowej („Badania marketingowe w zarządzaniu marką”, „Badania marketingowe rynku luksusu”, „Marketing”, „Postępowanie nabywców na rynku”, „Consumer behavior”). Autor wielu artykułów naukowych i rozdziałów w monografiach. W 2019 roku współtworzył katalog wystawy Muzeum Śląskiego „Zajawka – śląski hip-hop 1993-2003”. Promował wiedzę o muzyce i młodzieży w ramach współpracy przy otwartych wykładach i debatach z instytucjami kultury: Państwowym Muzeum Etnograficznym w Warszawie, Muzeum Współczesnym we Wrocławiu, Muzeum Śląskim w Katowicach, Służewskim Domu Kultury, Transatlantyk Festival, Filmoterapią z Sensem czy Festiwalem Ogrody Muzyczne. Jako ekspert Uniwersytetu SWPS komentował różne zjawiska społeczne dla polskich i zagranicznych mediów. Od października 2021 roku pracuje jako Adiunkt w Szkole Głównej Handlowej w Warszawie w Zakładzie Marketingu Wartości w Instytucie Zarządzania Wartością w Kolegium Nauk o Przedsiębiorstwie. W tym samym roku razem z prof. Małgorzatą Bombol napisał książkę „Modern leisure society – consumer behavior” wydaną przez Oficynę Wydawniczą SGH. W grudniu 2021 roku otrzymał nagrodę absolwenta 25-lecia Uniwersytetu SWPS w kategorii Biznes. W 2023 roku wyróżniony na międzynarodowej liście „Insight250” zbierającej światowych pionierów, liderów i innowatorów w badaniach rynku oraz marketingu opartym na danych i Insight’ach.

## Działalność zawodowa
Od 2008 roku zawodowo związany z badaniami rynku. Pracował w CBOS, TNS OBOP, TNS Polska, 4P Research Mix, Kantar Millward Brown, a obecnie w Kantar Polska na stanowisku Strategy Business Director. W latach 2016–2020 członek zarządu Polskiego Towarzystwa Badaczy Rynku i Opinii. W latach 2020–2024 jego wiceprezes, a od czerwca 2024 roku pełni w nim funkcję prezesa. Występował na licznych konferencjach naukowych i branżowych w tym na TEDx, Zjeździe Socjologicznym, Kongresie Badaczy, Forum Kobiet w Logistyce, Ringu Gospodarczym Forbesa i Newsweeka. Otrzymał nagrodę publiczności za najlepsze wystąpienie „Odyseja badawcza 2020” na XIV Kongresie Badaczy w 2013 roku oraz Nagrodę 25-lecia PTBRiO za najlepiej ocenione wystąpienie dwudziestu edycji wydarzenia.
W ramach działalności w Towarzystwie był członkiem rady programowej czterech Kongresów Badaczy, konferencji Data Driven Decisions, Marketing Pokoleń, INSUMMIT Festiwalu Insightów i Innowacji oraz INSUMMIT YOUTH. Odpowiadał za organizację Dni Badacza\Consumer Intelligence Days, a także serię wydarzeń „Praktyka Nauce-Nauka Praktyce” na polskich uczelniach. Reprezentujący PTBRiO przy współpracy z PWN. Współautor i redaktor książek „Data Driven Decisions. Jak odnaleźć się w natłoku danych?” oraz „Badanie rynku. Jak zrozumieć konsumenta?”. Publicysta Brief.pl oraz Marketer +.

## Książki i publikacje naukowe
- Lutostański M. J., Bombol M., „Czas wolny w tworzeniu wartości dla klienta – ujęcie międzygeneracyjne” w: M. Bombol (red.), „O zmieniającym się świecie wartości w ekonomii, finansach i zarządzaniu”, Oficyna Wydawnicza SGH 2022[27].
- Lutostański M. J., Prochera P., Żerkowska-Balas M., „Archetypes of Polish Political Parties – Empirical Analysis”, Journal of Political Marketing 2022[28].
- Lutostański M. J., Bombol M., „Modern leisure society – consumer behavior”, Oficyna Wydawnicza SGH 2021[12].
- Lutostański M. J., Prochera P., „Badanie rynku, czyli jak zrozumieć konsumenta” w: M. J. Lutostański, A. Łebkowska, M. Protasiuk (red.) „Badanie rynku. Jak zrozumieć konsumenta?”, PWN 2021[24].
- Lutostański M. J., Wasilewski J., „Prezentowanie wyników badań” w: M. J. Lutostański, A. Łebkowska, M. Protasiuk (red.) „Badanie rynku. Jak zrozumieć konsumenta?”, PWN 2021[24].
- Lutostański M. J., Zacharska D., „Badanie opakowań” w: M. J. Lutostański, A. Łebkowska, M. Protasiuk (red.) „Badanie rynku. Jak zrozumieć konsumenta?”, PWN 2021[24].
- Lutostański M. J., „Przyszłość badań” w: M. J. Lutostański, A. Łebkowska, M. Protasiuk (red.) „Badanie rynku. Jak zrozumieć konsumenta?”, PWN 2021[24].
- Lutostański M. J., „Kulturowe, ekonomiczne i społeczne aspekty e-sportu w Polsce” w: M. Bombol, G. Godlewski (red.) „Laboratorium doświadczeń czasu wolnego. Problemy współczesności”, Oficyna Wydawnicza SGH 2020[29].
- Lutostański M. J., „Hip-hop – subkultura czterech kultur” w: „Zajawka. Śląski hip-hop 1993-2003” – katalog wystawy Muzeum Śląskiego, lipiec 2019[30].
- Lutostański M. J., Szycman L., „New product development” w: M. J. Lutostański, M. Galica, M. Protasiuk (red.) „Data Driven Decisions. Jak odnaleźć się w natłoku danych?”, PWN 2018[31].
- Lutostański M. J., „Brzydkie słowa, brudny dźwięk. Jak analizować relację komunikacyjną między muzykami a słuchaczami” w: Meandry, numer specjalny „Jak mówić i pisać o muzyce popularnej? Od Enea Spring Break do Eurowizji”, Warszawa 2017[32].
- Lutostański M. J., „Brzydkie słowa, brudny dźwięk. Muzyka jako przekaz kształtujący styl życia subkultur młodzieżowych”, Warszawa 2015[33].
- Lutostański M. J., „Grunt to bunt. Zastosowanie teorii ugruntowanej w analizie tekstów piosenek na przykładzie zespołów związanych z symbolicznymi subkulturami młodzieżowymi” w: „Usłyszeć Świat. Muzyka – Społeczeństwo – Kultura”, Poznań 2015.
- Lutostański M. J., „Kontestacja rzeczywistości w symbolicznych subkulturach młodzieżowych” w: A. Jawor (red.) „Paradoksy ponowoczesności. O starciach płci, religii, tożsamości, norm i kultur”, Warszawa 2013[34].
- Lutostański M. J., „Behemoth przełamuje tabu, stając się elementem polskiej kultury popularnej. Analiza twórczości zespołu” w: „Kultura popularna” nr 4 (34), Warszawa 2012[35].
- Lutostański M. J., „Ciężki towar eksportowy – próba analizy polskiego death metalu” w: „Warmińsko-Mazurski Kwartalnik Naukowy” nr 3, 2012[36].
- Lutostański M. J., „Zło z przejawami dobra – wizerunek skinheadów w kinie” w: A. Drzał-Sierocka (red.), „Zło w kinie – bohaterowie, gatunki, twórcy”, Warszawa 2012[37].
- Lutostański M. J., „Show me your ipod – I will tell you who you are. Music as a form of communication among symbolic youth subcultures in Poland” w: „Sborník konference: Interdisciplinární mezinárodní vědecká konference doktorandů a odborných asistentů QUAERE 2012 vol. II”, 2012.
- Lutostański M. J., „Symboliczne subkultury młodzieżowe na Mazowszu. Charakterystyka przynależność do punków, skinheadów i metali” w: „Kultura i Edukacja” nr 3, 2011[38].
- Lutostański M. J., „Punki, Skinheadzi i Metale. Normy i wartości młodzieżowych subkultur symbolicznych” w: „Seminare. Poszukiwania naukowe” nr 30, 2011[39].

## Wybrane artykuły i wywiady
- Lutostański M. J., Cudna-Sławińska D., „Cena to nie wszystko. Jak nie ulegać pokusie szybkich sukcesów” w: Marketer +, lipiec-sierpień 2023[40].
- Lutostański M., „Marketing pokoleń – jak uniknąć stereotypów i dobrze zrozumieć potrzeby odbiorców?” w: Marketer +, maj-czerwiec 2023[41].
- „Wszyscy jesteśmy snobami”, wywiad dla Twój Styl MEN, 2023[42][brak potwierdzenia w źródle].
- „'Skończ studia, znajdź dobrą pracę’. O to 30- i 40-latkowie mają żal do rodziców”, wywiad dla: Newsweek Polska, 2023[43].
- „Co trzeba wiedzieć o młodych pokoleniach, pracując w marketingu?”, wywiad dla: Marketing przy Kawie, 2023[44].
- Lutostański M. J., „Konsument przyszłości. Jak do niego dotrzeć?” w: Brief.pl, 2022[45].
- Lutostański M. J. „'Altruistyczny’ Data Driven Marketing – jak tworzyć wzrost całych kategorii” w: Brief.pl, 2022[46]
- Lutostański M. J., „5 zasad skutecznej komunikacji” w: Brief.pl, 2021[47].
- Lutostański M. J., „Dlaczego sukces lodów „Ekipa” nie powinien nas dziwić?” w: Brief.pl, 2021[48].
- Lutostański M. J., „Zbuntowane marki – o tym, jak bunt stał się językiem większości” w: Brief.pl, 2021[49].
- Seria 8 artykułów „Esport jako zjawisko kulturowe, ekonomiczne i społeczne w Polsce” w: Brief.pl, 2020[50].
- „Nikt nie słucha, wszyscy znają”, wywiad dla: Media Marketing Polska 4/2020[51].
- „Możemy się snobować na Zenka”, wywiad dla: Logo 3/2020[52].
- „Czy ekonomia potrzebuje innych dziedzin nauk?”, wywiad dla: Magazyn Koncept nr 77[53].
- „Klęska urodzaju danych w świecie biznesu”, wywiad dla: Niezbędnik Akademicki 1/2019.
- Lutostański M., Kruszewski K., Sora A., Mazurkiewicz Ł., Chołuj K., Wesołowski P., „Rok 2018 w branży badawczej – podsumowanie. Co nas czeka w 2019?”, w: „Wirtualne Media”, 2018[54].
- Lutostański M., Użarowski T., „Popkulturowy Monster, czyli jak zostać Królem Albanii”, w: „Marketing przy Kawie”, 2016.